# Виолота (Порденоне)
Виолота је насеље у Италији у округу Порденоне, региону Фурланија-Јулијска крајина.
Према процени из 2011. у насељу је живело 1397 становника. Насеље се налази на надморској висини од 14 м.